# Исамбр
Лез Исамбр (на френски: Les Issambres) е морски квартал на град Рокбрюн-сюр-Аржан във Вар, департамент в регион Прованс-Алпи-Лазурен бряг, югоизточна Франция.

## Местоположение
Разположен на брега на морето, върху 8 километрова брегова ивица, Лез Исамбр е най-южният район на града, по протежение на Националната магистрала 98. На запад от селото, от Сент Максим до Kап дез Исамбр, крайбрежието е с южно изложение, с изглед към залива на Сен Тропе. На изток от селото, от Kап дез Исамбр до Сент-Айгюлф, крайбрежието е със западно изложение, с изглед към залива Фрежус. Бреговата линия на Самбраситан се отличава със серия от широки естествени плажове и заливи, по протежение на които растат пинии, палми и коркови дъбове.
В селището Сан Пер, намиращо се под Кол дю Буньон, e концентрирана най-голямата част от търговската дейност на Исамбр.

## Произход на името
На провансалски, името на града е lei Sambro, местен топоним, което означава „куха скала“.
Съществуват и други теории за произхода му. Името Исамбр, es-sambres, може да произлиза от старофренската дума samart/somart, съществуваща и в провансалски, която означава „летен угар“. Смята се, че тази дума произхожда от галската дума samaro, което означава „летен“.
Според други източници, но по-малко вероятни, това име произлиза от Cimbres, народ от Северна Европа, победен от Марий в равнината Пуриер през 102 г. пр. Хр. Предполага се, че затова римляните назовали сегашния залив на Сен Тропе, sinus sambracitanus. Днес, този залив е понякога наричан „Самбраситански залив“.

## Живописни места
- Кол дьо Буньон, с гледка към брега и залива на Сен Тропе.
- Залива Буньон и пясъчните му плажове
- Льо Вивие Маритим дьо ла Гаярд, класифициран като исторически паметник.[2]
- „Chemin des Douaniers“ (Митничарската пътека, Пътеката на митничарите), морска пътека, по крайбрежието.

## Икономическа дейност
- Пристанището: с морска връзка до пристанище Сен Тропе[3]
- Туризъм
- Таласотерапия
- Морски дейности: ветроходство, гмуркане, водни ски, джет ски, училище за управление на лодки

## Развлечения и свободно време в Лез Исамбр
Между пясъчния плаж и стръмния залив, Лез Исамбр е истински рай на Френската ривиера. Този морски курорт ще ви позволи да се насладите на красиви гледки и дълги разходки по крайбрежната пътека.
Плажът Сан Пер е главният плаж на морския курорт Лез Исамбр. Дължината му е над 300 метра и е разделен на няколко публични и частни сектора. Наблизо има платен паркинг, както и няколко магазина. Пристанище Лез Исамбр, разположено в непосредствена близост до плажа Сан Пер, е дом на няколко малки лодки, риболовни кораби и развлечения.
В Лез Исамбр могат да се видят дивите заливчета по крайбрежната пътека, да се разгледа средиземноморската флора.

## Личности, свързани с Лез Исамбр

### Жан-Александър Рей (1861 – 1935)
Жан-Александър Рей (1861 – 1935), известен като Жан Рей, е собственик на „Société des Terres“ на Исамбр. Може да се каже, че той е този, който насърчава приятеля си Албер Бедус да се присъедини към Лез Исамбр. Инженер и бизнесмен, специалист по минно дело, управителен директор на Sautter-Harlé, член на Френския институт (Отдел за приложение на науката в индустрията, Академия на науките), чуждестранен кореспондент на Варшавската академия за технически науки, президент на Военноморската академия, на Сдружението на строителните инженери във Франция, Генералния съюз по електротехника и на Френското общество на електротехниците.

### Реймон Бедус (1897 – 1972)
Реймон Бедус се премества в Лез Исамбр през 1920 г. Градски съветник от 30-те до 60-те години на 20 в., той допринася значително за развитието на тази част от крайбрежието на Вар и е собственик на вилата „L'Issambrette“ и почти всичко, което днес е селото Исамбр. През 1928 г., на 31-годишна възраст, той става администратор на агенция за недвижими имоти в Лез Исамбр, с подкрепата на баща си Албер Бедус.

### Адриен Бомон (1894 – 1986)
Адриен Бомон е строителен предприемач и собственик на недвижими имоти, който се установява в Лез Исамбр през 1950 г. Както и за Бедус „провансалското село Сан-Пер“ ще се превърне в новото провансалско селище „Calanques des Issambres“ и ще бъде открито на 19 юли 1952 г. в присъствието на тогавашния кмет Жермен Олие. Адриен Бомон продължава работата на Бедус, като създава „новия Парк Исамбр“ на север от „Парк Исамбр“. Градски мечтател и строител, Бомон винаги е имал желание да изгражда жилищни комплекси в хармония с природата.